# CP Cacereño (Frauenfußball)
Club Polideportivo Cacereño Femenino ist ein spanischer Frauenfußballverein aus Cáceres. Der Klub wurde 2007 als Club de Fútbol Femenino Cáceres gegründet und firmiert seit 2021 aufgrund eines Abkommens mit CP Cacereño mit seiner aktuellen Bezeichnung, ohne jedoch seine Eigenständigkeit zu verlieren.

## Geschichte
Der Club de Fútbol Femenino Cáceres wurde im Jahr 2007 gegründet und erreichte bereits in der ersten Saison seit Bestehen den Aufstieg in die zweite Spielklasse.  In der Saison 2018/19 konnte die erste Mannschaft durch einen vierten Platz in der Gruppe 4 der Segunda División den Klassenerhalt sichern. In jener Spielzeit wurde die zweite Liga von 112 auf 32 Mannschaften reduziert. Zudem gelang in diesem Jahr in der Copa Federación Extremeña, der Regionalmeisterschaft von Extremadura, der erste Titelgewinn. Im Endspiel setzte sich die Mannschaft mit 3:0 gegen Extremadura UD durch.  Den Titel konnte CFF Cáceres 2019/20 mit einem 4:3 im Elfmeterschießen gegen Santa Teresa CD erfolgreich verteidigen.  Im Juli 2021 schloss der Verein ein Abkommen mit CP Cacereño, wonach der Klub unter dem Namen Cacereño Femenino sowie in der Spielkleidung und mit dem Wappen von CP Cacereño antreten soll, jedoch ansonsten die Eigenständigkeit behält.  Im August gelang durch ein 3:2 gegen Santa Teresa CD zum dritten Mal in Folge der Sieg in der Copa Federación Extremeña.  Zu einer Umstrukturierung der Segunda División kam es im Anschluss an die Saison 2021/22, diesmal wurde die Anzahl der Teams von 32 auf 16 halbiert. Cacereño Femenino beendete die reguläre Spielzeit auf dem zweiten Platz der Gruppe Süd und konnte somit die Spielklasse halten.

## Erfolge
- Copa Federación Extremeña (4): 2018/19, 2019/20, 2021/22, 2022/23

## Bekannte Spielerinnen
- Gabrielle Ngaska